# ريتش تومسون
ريتش تومسون (بالإنجليزية: Rich Thompson)‏ هو لاعب كرة قاعدة أمريكي، ولد في 23 أبريل 1979 في ريدينغ في الولايات المتحدة.

## وصلات خارجية
- ريتش تومسون على موقع دوري كرة القاعدة الرئيسي (الإنجليزية)
- ريتش تومسون على موقعبيزبول رفرنس.كوم (الدوري الرئيسي) (الإنجليزية)
- ريتش تومسون على موقعبيزبول رفرنس.كوم (الدوري الثانوي) (الإنجليزية)
- ريتش تومسون على موقع مشجعي الرسوم البيانية (الإنجليزية)